# Liste der Monuments historiques in Phalsbourg
Die Liste der Monuments historiques in Phalsbourg führt die Monuments historiques in der französischen Stadt Phalsbourg auf.

## Liste der Bauwerke
| Bezeichnung                                       | Beschreibung                                        | Standort                             | Kennzeichnung | Schutzstatus | Datum | Bild           |
| ------------------------------------------------- | --------------------------------------------------- | ------------------------------------ | ------------- | ------------ | ----- | -------------- |
| Château d’Einartzhausen                           | 1560 erbaut                                         | 1A Rue du Commandant Taillant (Lage) | PA00106933    | Inscrit      | 1937  | weitere Bilder |
| Kirche Assomption-de-la-Bienheureuse-Vierge-Marie | 1876 erbaut                                         | Place d’Armes (Lage)                 | PA00106934    | Inscrit      | 1936  | weitere Bilder |
| Hôtel militaire                                   |                                                     | Rue Alfred-Hollender, ehemals Nr. 96 | PA00106936    | Inscrit      | 1935  |                |
| Hôtel de Ville                                    |                                                     | Place d’Armes (Lage)                 | PA00106937    | Inscrit      | 1935  | weitere Bilder |
| Wohn- und Geschäftshaus                           |                                                     | 1 Place d’Armes (Lage)               | PA00106963    | Inscrit      | 1936  |                |
| Wohn- und Geschäftshaus                           |                                                     | 2 Place d’Armes (Lage)               | PA00106967    | Inscrit      | 1936  |                |
| Wohn- und Geschäftshaus                           |                                                     | 3 Place d’Armes (Lage)               | PA00106938    | Inscrit      | 1936  |                |
| Wohn- und Geschäftshaus                           |                                                     | 4 Place d’Armes (Lage)               | PA00106939    | Inscrit      | 1936  |                |
| Wohn- und Geschäftshaus                           |                                                     | 5 Place d’Armes (Lage)               | PA00106940    | Inscrit      | 1936  |                |
| Wohn- und Geschäftshaus                           |                                                     | 6 Place d’Armes (Lage)               | PA00106941    | Inscrit      | 1936  |                |
| Wohn- und Geschäftshaus                           |                                                     | 7 Place d’Armes (Lage)               | PA00106942    | Inscrit      | 1936  |                |
| Wohn- und Geschäftshaus                           |                                                     | 8 Place d’Armes (Lage)               | PA00106943    | Inscrit      | 1936  |                |
| Wohn- und Geschäftshaus                           |                                                     | 9 Place d’Armes (Lage)               | PA00106944    | Inscrit      | 1936  |                |
| Wohn- und Geschäftshaus                           |                                                     | 11 Place d’Armes (Lage)              | PA00106968    | Inscrit      | 1936  |                |
| Wohn- und Geschäftshaus                           |                                                     | 12 Place d’Armes (Lage)              | PA00106945    | Inscrit      | 1936  |                |
| Wohn- und Geschäftshaus                           |                                                     | 13 Place d’Armes (Lage)              | PA00106946    | Inscrit      | 1936  |                |
| Wohn- und Geschäftshaus                           |                                                     | 14 Place d’Armes (Lage)              | PA00106947    | Inscrit      | 1936  |                |
| Wohn- und Geschäftshaus                           |                                                     | 15 Place d’Armes (Lage)              | PA00106948    | Inscrit      | 1936  |                |
| Wohn- und Geschäftshaus                           |                                                     | 16 Place d’Armes (Lage)              | PA00106949    | Inscrit      | 1936  |                |
| Wohn- und Geschäftshaus                           |                                                     | 17 Place d’Armes (Lage)              | PA00106950    | Inscrit      | 1936  |                |
| Wohn- und Geschäftshaus                           |                                                     | 18 Place d’Armes (Lage)              | PA00106951    | Inscrit      | 1936  |                |
| Wohn- und Geschäftshaus                           |                                                     | 19 Place d’Armes (Lage)              | PA00106952    | Inscrit      | 1936  |                |
| Wohn- und Geschäftshaus                           |                                                     | 20 Place d’Armes (Lage)              | PA00106953    | Inscrit      | 1936  |                |
| Wohn- und Geschäftshaus                           |                                                     | 21 Place d’Armes (Lage)              | PA00106954    | Inscrit      | 1936  |                |
| Wohn- und Geschäftshaus                           |                                                     | 22 Place d’Armes (Lage)              | PA00106955    | Inscrit      | 1936  |                |
| Wohn- und Geschäftshaus                           |                                                     | 23–24 Place d’Armes (Lage)           | PA00106956    | Inscrit      | 1936  |                |
| Wohn- und Geschäftshaus                           |                                                     | 25 Place d’Armes (Lage)              | PA00106957    | Inscrit      | 1936  |                |
| Wohn- und Geschäftshaus                           |                                                     | 26 Place d’Armes (Lage)              | PA00106958    | Inscrit      | 1936  |                |
| Wohn- und Geschäftshaus                           |                                                     | 27 Place d’Armes (Lage)              | PA00106959    | Inscrit      | 1936  |                |
| Wohn- und Geschäftshaus                           |                                                     | 28 Place d’Armes (Lage)              | PA00106960    | Inscrit      | 1936  |                |
| Wohn- und Geschäftshaus                           |                                                     | 29 Place d’Armes (Lage)              | PA00106961    | Inscrit      | 1936  |                |
| Wohn- und Geschäftshaus                           |                                                     | 30 Place d’Armes (Lage)              | PA00106962    | Inscrit      | 1936  |                |
| Wohn- und Geschäftshaus                           |                                                     | 31 Place d’Armes (Lage)              | PA00106965    | Inscrit      | 1936  |                |
| Wohngebäude                                       | heute Mediathek                                     | 2 Rue du Collège (Lage)              | PA00106964    | Inscrit      | 1936  |                |
| Wohn- und Geschäftshaus                           |                                                     | 4 Rue du Maréchal-Foch (Lage)        | PA00106966    | Inscrit      | 1936  |                |
| Befestigungsanlagen: Porte d’Allemagne            | 1679 erbaut, Entwurf Sébastien Le Prestre de Vauban | Rue de Saverne (Lage)                | PA00106935    | Classé       | 1927  | weitere Bilder |
| Befestigungsanlagen: Porte de France              | 1679 erbaut, Entwurf Sébastien Le Prestre de Vauban | Rue de France (Lage)                 | PA00106935    | Classé       | 1927  | weitere Bilder |
| Synagoge                                          | 1857 erbaut                                         | 14 Rue Alexandre-Weil (Lage)         | PA57000005    | Inscrit      | 1996  | weitere Bilder |
| Jüdischer Friedhof                                | 1796 angelegt                                       | Chemin de Brunnenthal (Lage)         | PA57000006    | Inscrit      | 1996  |                |

## Liste der Objekte
| Bezeichnung                | Beschreibung | Standort                                                                  | Kennzeichnung | Schutzstatus | Datum     | Bild |
| -------------------------- | --- | ------------------------------------------------------------------------- | ------------- | ------------ | --------- | ---- |
| Orgel                      | Haupteintrag für PM57000268 | in der Kirche Assomption-de-la-Bienheureuse-Vierge-Marie (Lage)           | PM57000749    | Classé       | 1985      |      |
| Instrumentalteil der Orgel | 1896 von Martin Rinckenbach gebaut                                                                                              | in der Kirche Assomption-de-la-Bienheureuse-Vierge-Marie (Lage)           | PM57000268    | Classé       | 1985      |      |
| Orgel                      | Ensemble aus PM57000269 und PM57000267                                                                                          | Trois-Maisons, in der Kirche Notre-Dame de la Immaculée-Conception (Lage) | PM57000750    | Classé       | 1988 1981 |      |
| Orgelprospekt              | 1719 von Andreas Müller aus Hildesheim gebaut; 1879 von Charles Wetzel für die Kirche in Trois-Maisons erworben und umgestaltet | Trois-Maisons, in der Kirche Notre-Dame de la Immaculée-Conception (Lage) | PM57000269    | Classé       | 1988      |      |
| Instrumentalteil der Orgel | 1719 von Andreas Müller aus Hildesheim gebaut; 1879 von Charles Wetzel für die Kirche in Trois-Maisons erworben und umgestaltet | Trois-Maisons, in der Kirche Notre-Dame de la Immaculée-Conception (Lage) | PM57000267    | Classé       | 1981      |      |